# Weegee
Weegee, pseudoniem voor Arthur Fellig (Zolotsjev, Galicië, 12 juni 1899 - New York, 26 december 1968) was een Amerikaans fotograaf.

## Leven en werk
Fellig emigreerde in 1910 met zijn familie naar Amerika, New York. Op zijn achttiende trok hij het huis uit, vervulde diverse gelegenheidsbaantjes en was regelmatig dakloos. Toen hij in 1920 een baan kreeg als fotolaborant en korte tijd later hulpreporter bij persagentschap Acme Newspictures, raakte hij bekend met- en gepassioneerd door de fotografie. In 1935 vestigde hij zich als freelance persfotograaf en korte tijd later nam hij het pseudoniem Weegee aan, refererend aan het geluid van een korte golfradio.
Fellig was in 1938 de eerste reporter die toestemming kreeg een korte golfradio in zijn auto te hebben, waarmee hij politieberichten kon beluisteren. Dat maakte dat hij jarenlang als eerste fotograaf bij tal van ongelukken, gewelddadigheden, misdaden, branden en andere nieuwsgebeurtenissen was, vaak nog eerder dan de politie zelf. Vanaf die tijd groeide hij uit tot de belangrijkste pers- en straatfotograaf van New York. Zijn werk kenmerkt zich door een hoog realiteitsgehalte, op een wijze die in die tijd vaak als schokkend werd ervaren. In dat opzicht wordt hij ook wel gezien als de vader van het hedendaagse fenomeen van reality televisie.
Fellig exposeerde voor het eerst in 1943 en vanaf 1945 zou hij met regelmaat fotoboeken uitgeven. Vanaf eind jaren veertig was hij ook betrokken als adviseur bij de filmindustrie en maakte hij ook zelf een aantal korte films. Zijn eerste fotoboek Naked City werd in 1947 verfilmd. Fellig maakte vanaf de jaren vijftig ook steeds vaker artistieke stadsgezichten en reisde soms naar Europa, waar hij zich kon toeleggen op de naaktfotografie. Hij overleed in 1968, 69 jaar oud. Een grote collectie van zijn werk bevindt zich in het Museum of Modern Art in New York. Ook het Rijksmuseum Amsterdam en het Foam Fotografiemuseum Amsterdam hebben werk van Weegee in hun fotocollecties.